# Tupilați
Tupilați est une commune roumaine du județ de Neamț, dans la région historique de Moldavie et dans la région de développement du Nord-Est.

## Géographie
La commune de Tupilați est située dans le nord-est du județ, sur la rive gauche de la Moldova, à 26 km au nord-ouest de Roman et à 38 km de Piatra Neamț, le chef-lieu du județ.
La municipalité est composée des quatre villages suivants (population en 1992) :
- Arămoaia (139) ;
- Hanul Ancuței (34) ;
- Totoiești (283) ;
- Tupilați (1 833), siège de la municipalité.

## Histoire
La première mention écrite du village date de 1676.

## Politique
Le Conseil Municipal de Tupilați compte 11 sièges de conseillers municipaux. À l'issue des élections municipales de juin 2008, Petru Gherghel (PSD) a été élu maire de la commune.
| Parti                          | Nombre de conseillers |
| ------------------------------ | --------------------- |
| Parti social-démocrate (PSD)   | 7                     |
| Parti conservateur             | 2                     |
| Parti démocrate-libéral (PD-L) | 1                     |
| Parti national libéral (PNL)   | 1                     |

## Religions
En 2002, la composition religieuse de la commune était la suivante :
- Chrétiens orthodoxes, 88,59 % ;
- Catholiques romains, 10,74 %.

## Démographie
En 2002, la commune comptait 2 418 Roumains (99,95 %). On comptait à cette date 1 050 ménages et 870 logements.
| 1992  | 2002  | 2007  |
| ----- | ----- | ----- |
| 2 400 | 2 419 | 2 331 |

## Économie
L'économie de la commune repose sur l'agriculture et l'élevage. Une exploitation des graviers et sables de la Moldova est en activité.

## Communications

### Routes
Tupilați est située à proximité de la route nationale DN2 (Route européenne 85) Roman-Suceava.

## Lieux et monuments
- Tupilați, ruines du château Catargiu, manoir construit en 1842 par le boyard moldave Ștefan Catargiu.

- Tupilați, église des Saints Voïvodes, ancienne chapelle du manoir Catargiu, datant de 1811[7].

- Tupilați, auberge Ancuței, du XVIIIe siècle[8].